# 윈트러스트 아레나
윈트러스트 아레나(영어: Wintrust Arena)는 미국 일리노이주 시카고에 위치한 실내 경기장이다. WNBA 시카고 스카이의 홈경기장으로 사용하고 있다. 또한  매코믹 플레이스의 이벤트 센터 역할을 담당하며, 매코믹 플레이스 이벤트 센터(영어: McCormick Place Events Center) 라는 이름으로도 불린다.